# Basa (naips)
|  | No s'ha de confondre amb basa. |

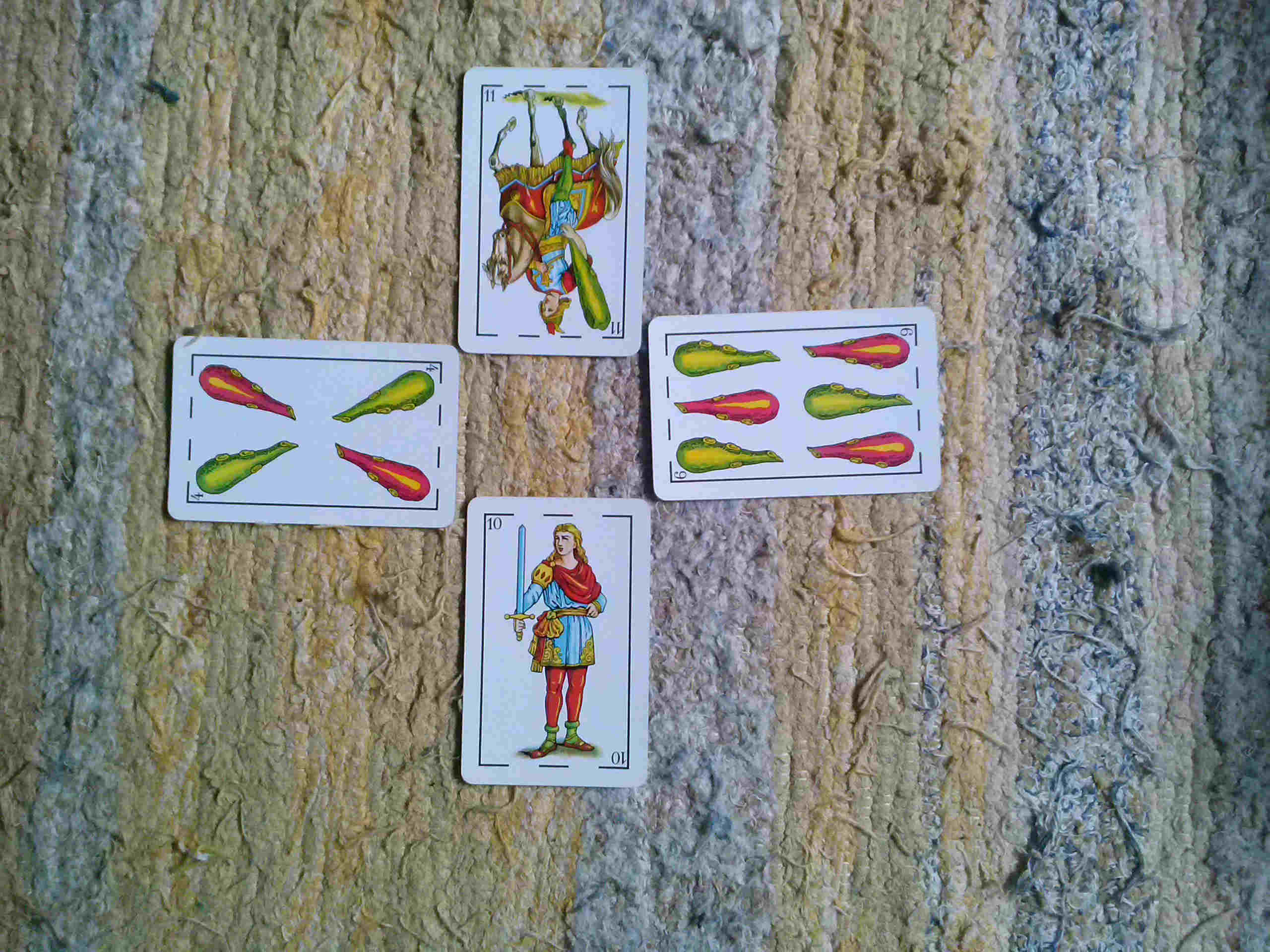
Una sèrie de cartes a sobre de la taula formant una basa.

Una basa és una mecànica de jocs de cartes coneguda i present en molts jocs de naips com:  Burraco, Truc, Cors i fins i tot en jocs moderns com Dixit.
La mecànica dels jocs de bases consisteix en un joc basat en torns on cada jugador afegeix una carta o més cartes a la taula, formant així una "basa". Cada carta puntuarà segons les regles del joc i el jugador que guanya el joc guanya els punts corresponents. L'objectiu de la gran majoria de jocs trumfos és guanyar el trumfo, però en alguns jocs, com ara el joc de Cors, cal evitar guanyar el trumfo.

## Jocs per bases
Es denominen jocs per bases, aquells en quals la mecànica consisteix en el fet que cada participant ha de jugar una carta, per torn. L'elecció pot estar limitada per certes regles establertes, que defineixen en quins casos té l'obligació d'assistir: "jugar una carta del coll de sortida", muntar: "superar el valor de la carta de sortida, jugant una carta del coll del trumfo" o trepitjar: "jugar una carta del coll del trumfo superior a la ja jugada". Quan tots ho han fet, les normes de cada joc determinen el guanyador d'aquesta basa i els seus efectes.